# Tytan

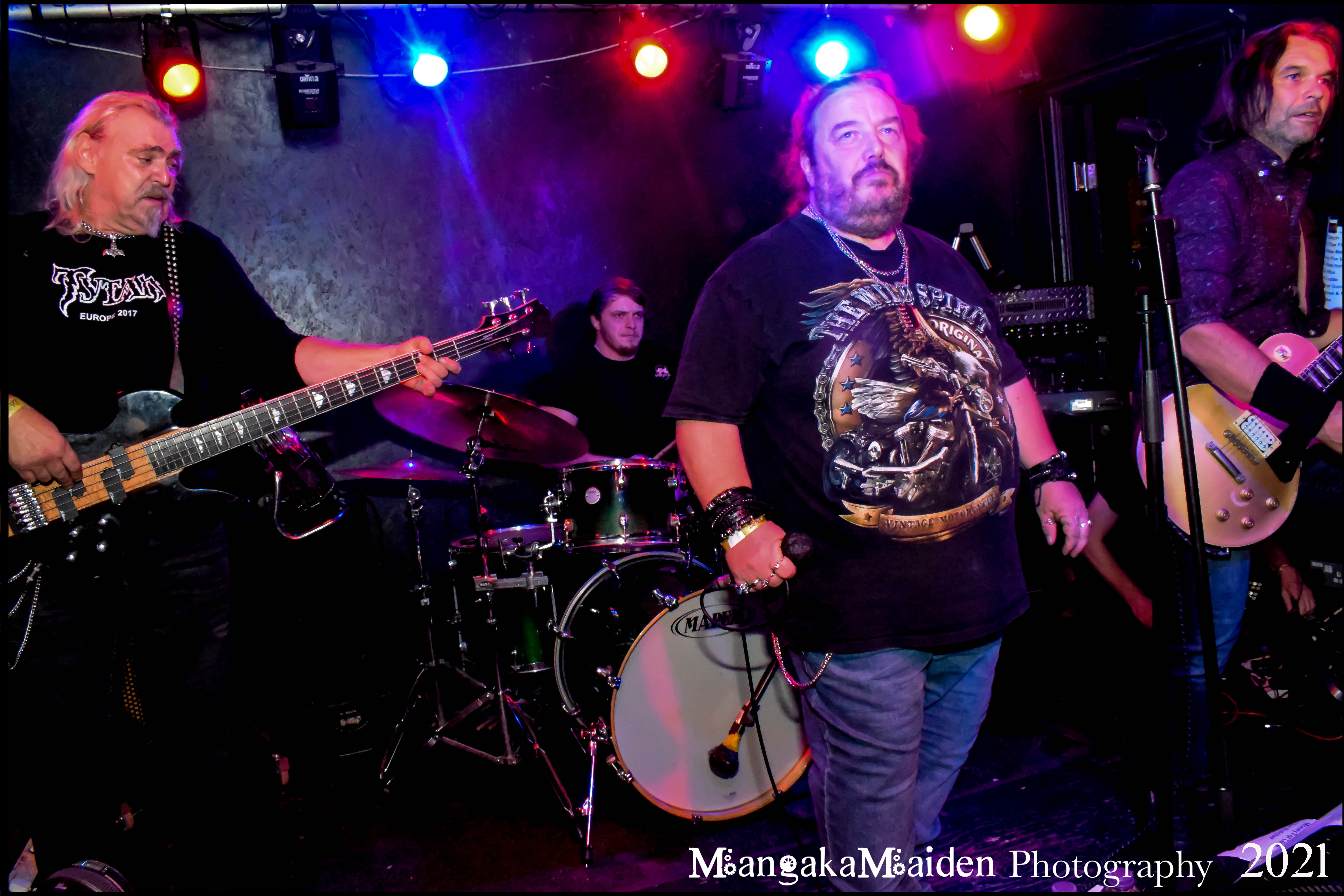
Tytan (2021)

Tytan ist eine New-Wave-of-British-Heavy-Metal-Band aus London, die im Jahr 1981 gegründet wurde, sich 1983 auflöste und 2010 wieder zusammenfand.

## Geschichte
Die Band wurde im September 1981 von Bassist und Sänger Kevin „Skids“ Riddles und Schlagzeuger Dave Dufort gegründet, nachdem sich ihre Gruppe Angel Witch aufgelöst hatte. Nachdem Sänger Norman „Kal“ Swan und die Gitarristen Steve Gibbs und Stuart Adams die Band vervollständigt hatten, erschien im Jahr 1982 Blind Men and Fools über Kamaflage Records. Nach der Veröffentlichung wurde Gitarrist Stuart Adams im Sommer 1982 durch Gary Owens ersetzt, welcher später durch Steve Mann (Lionheart) ersetzt werden sollte. Außerdem nahm die Band ein Album auf. Die Aufnahmen fanden in den Ramport Studios in Battersea unter der Leitung von Will Reid-Dick statt. Vor den Aufnahmen hatte Schlagzeuger Les Binks (Ex-Judas Priest, Lionheart) Dave Dunfort ersetzt. In dem Lied Women on the Frontline war Jody Turner von Rock Goddess als Gastsängerin zu hören. Im Oktober 1982 wurde Binks auf der Tour durch Großbritannien zusammen mit Tygers of Pan Tang durch Tony Boden ersetzt. Boden wiederum wurde später durch Simon Wright ersetzt. Da Kamaflage Records finanzielle Schwierigkeiten erlitten hatte, verzögerte sich die Veröffentlichung des Albums Rough Justice bis ins Jahr 1985 und erfolgte über Metal Masters Records. Die Gruppe hatte sich bereits im Jahr 1983 wieder aufgelöst. Im Jahr 2010 fand die Band wieder zusammen und spielte unter anderem auf dem deutschen Keep It True. Gründungsmitglied Kevin Riddles erlag am 4. Juli 2025 im Alter von 68 Jahren einem Krebsleiden.

## Stil
Die Band gehörte der New Wave of British Heavy Metal an. Die Musik ist abwechslungsreich gestaltet, wobei Rude Awakening zum damals noch nicht vom Heavy Metal abgegrenzten Genres Doom Metal tendiert und The Watcher zum damals ebenfalls noch nicht abgegrenzten Power Metal. Holger Andrae von Powermetal.de verglich sie mit Tygers of Pan Tang, wobei Tytan „nicht ganz so herausragend im Gitarrenbereich sind. Klar, einen John Sykes gibt es nicht an jeder Straßenecke. Vor allem bei getrageneren Nummern wie ‚Far Cry‘ kommt Kal seinem Kollegen sehr nahe.“ Auch Götz Kühnemund zog im Rock Hard den Vergleich mit den Tygers of Pan Tang heran. Tytans „Mischung aus Härte und Melodie“ erinnere an deren Frühphase, wobei Sänger Swan ein Jon Deverill mit David-Coverdale-Einschlag sei.

## Diskografie
- 1982: Blind Men and Fools (Single, Kamaflage Records)
- 1985: Rough Justice (Album, Metal Masters Records)